# 738-й истребительный авиационный полк ПВО
738-й истребительный авиационный полк ПВО (738-й иап ПВО) — воинская часть истребительной авиации ПВО, принимавшая участие в боевых действиях Великой Отечественной войны.

## Наименования полка
- 738-й истребительный авиационный полк ПВО[1][2].
- 738-й истребительный авиационный полк[1][2];
- Войсковая часть (полевая почта) 42107[1][2].

## История и боевой путь полка
738-й истребительный авиационный полк сформирован в период с сентября по октябрь 1941 года в ВВС Северо-Кавказского военного округа по штату 015/174 на истребителях-бипланах И-153. С 12 октября 1941 года полк приступил к боевой работе как отдельный истребительный авиационный полк Грозненского района ПВО на самолётах И-153.
В августе 1942 года полк включен в состав 105-й истребительной авиадивизии ПВО Грозненского района ПВО (оперативно подчинялась штабу Северо-Кавказского и — с сентября — Закавказского фронтов). Полки дивизии после оставления советскими войсками Ростова-на-Дону 105-я истребительная авиационная дивизия ПВО выполняла задачу противовоздушной обороны городов Грозный, Орджоникидзе, Махачкала, железнодорожных узлов, мостов, перегонов в границах Грозненского дивизионного района ПВО.
Первая известная воздушная победа полка в Отечественной войне одержана 12 сентября 1942 года: лейтенант Макаров С. П. в воздушном бою в районе южнее станции Терек сбил немецкий истребитель Bf-109.
| Самолёт И-153 полк получил при формировании. | Самолёт И-16 полк получил в 1942 году и до июня 1943 года воевал на нем. | Самолёты Hawker Hurricane стали основными в полку с 29 июня 1943 года. |

С январе и феврале 1943 года полк пополнен истребителями И-16 и ЛаГГ-3 (последние были в боевом составе полка в небольшом количестве — 1—2 самолёта — до начала июля 1943 года).
С февраля 1943 года после освобождения Ростова-на-Дону полк в составе дивизии привлекался для выполнения задач по прикрытию города Ростова-на-Дону, железнодорожных узлов Ростов-на-Дону и Батайск, Армавир, Кропоткин, Краснодар, Лихая и Каменская, переправ через Дон и Северский Донец, железнодорожные перегоны на радиус действия истребителей.
|  |  |

Полк в составе дивизии участвовал в битве в небе Кубани. В это время войска Северо—Кавказского фронта проводили наступательные операции по освобождению Таманского полуострова.
24 мая 1943 года противник произвёл последний массированный налёт на Батайск, в котором участвовало до 70 бомбардировщиков и 20 истребителей. На этот раз бомбардировщики шли двумя эшелонами с северо-западного и юго-западного направлений. Разрыв по времени между эшелонами составлял 15-20 минут. Первый эшелон противника был обнаружен в 7 часов 39 минут. Командир 105-й истребительной авиационной дивизии ПВО полковник Л. Г. Рыбкин имел в своём распоряжении всего 44 истребителя. Он решил нанести удар всеми силами сначала по первому эшелону, а затем по второму. В ударную группу он выделил 33 истребителя, в прикрывающую — 7 истребителей и в группу поддержки — 4 истребителя. В результате боя 24 мая наши истребители сбили 11 и подбили 13 самолётов. В последующие месяцы немецкая авиация большой активности в границах Ростовского района ПВО не проявляла.
29 июня 1943 года вместе с дивизией вошел в состав войск вновь образованного Западного фронта ПВО. Начал получать на вооружение (в небольших количествах) английские самолёты «Харрикейн». 105-я истребительная авиационная дивизия ПВО 9 июля 1943 года на основании Приказа НКО № 0091 от 5 июня 1943 года преобразована в 10-й истребительный авиационный корпус ПВО, полк с 10 июля вошел в подчинение корпуса.
В августе 1943 года полк в составе корпуса принимал активное участие в Донбасской операции, осуществлял непосредственное прикрытие войск от авиации противника. Особо отличился корпус при прикрытии боевых порядков войск генерал-полковника Ф. И. Толбухина на направлении главного удара Южного фронта во время прорыва сильно укреплённых позиций противника на реке Миус. Только в этой операции частями авиационного корпуса было сбито 54 самолёта противника. С продвижением наших войск на запад, перебазируясь вслед за наступающими войсками, корпус прикрывал промышленные объекты в Донбассе, города Днепропетровск, Запорожье, Мелитополь.
В октябре 1943 года полк начал получать американские истребители «Киттихаук». В ноябре все И-16 исключены из боевого состава полка. В апреле 1944 года в связи с реорганизацией войск ПВО страны полк в составе 10-го иак ПВО включен в 11-й корпус ПВО Южного фронта ПВО (образован 29.03.1944 г. на базе Восточного и Западного фронтов ПВО).
22 июля 1944 года полк из 10-го иак ПВО передан в состав 126-й истребительной авиадивизии ПВО 11-го корпуса ПВО Южного фронта ПВО, которая участвовала в борьбе с авиацией противника, проводящей разведывательную деятельность и наносившей отдельные бомбардировочные удары по объектам а районах Минеральные Воды, Грозный, Краснодар, по железнодорожным узлам Гудермес, Прохладный и Невинномысская. С 24 декабря вместе со 126-й иад ПВО 11-го корпуса ПВО полк включен в состав войск Юго-Западного фронта ПВО (преобразован из Южного фронта ПВО). 16 января 1945 года полк из 126-й иад ПВО передан в состав 126-й истребительной авиадивизии ПВО 11-го корпуса ПВО Юго-Западного фронта ПВО. В апреле 1945 года полк приступил к освоению английских истребителей «Спитфайр»-IX.

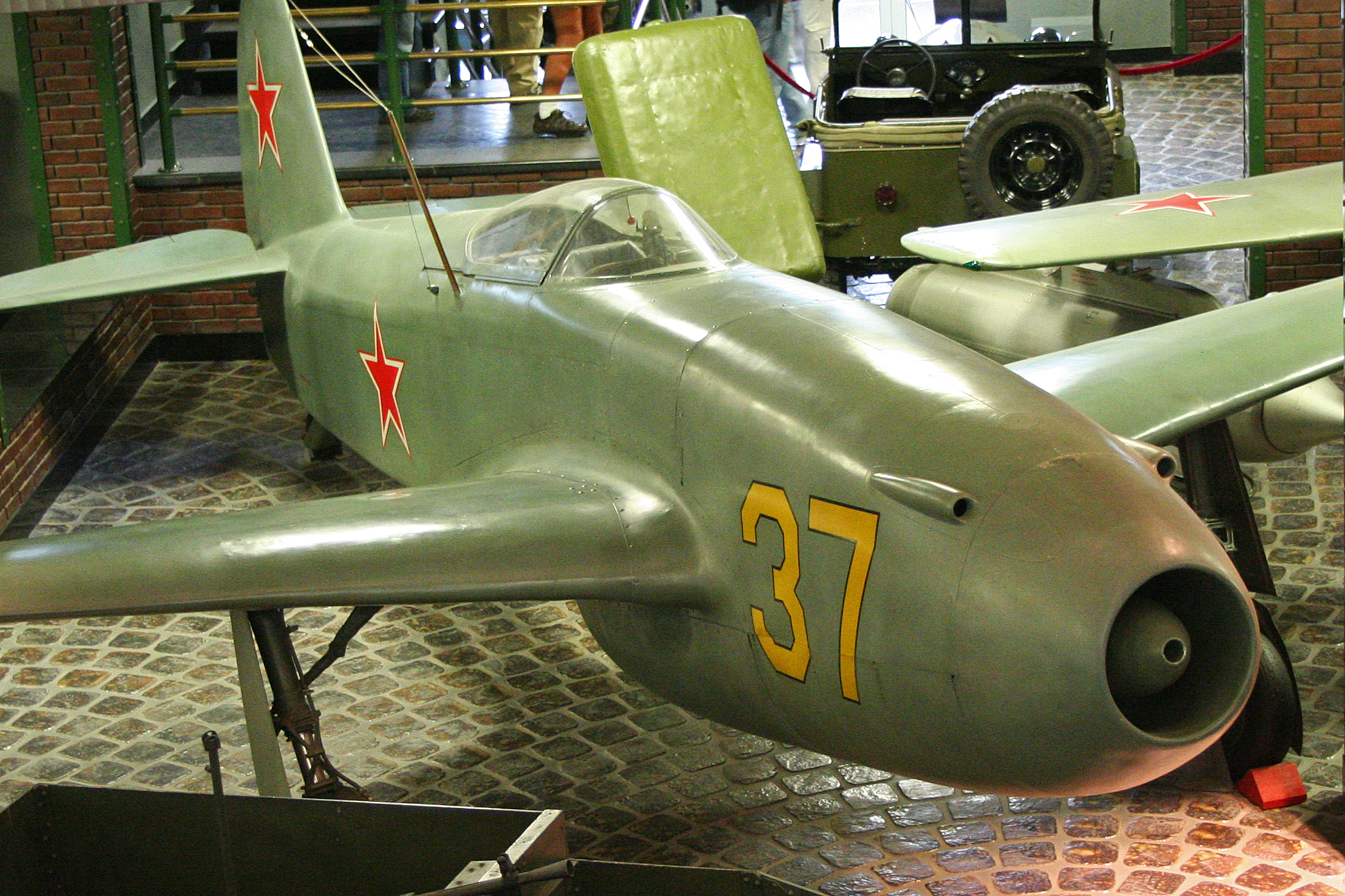
Самолёт Як-15 стал первым реактивным самолётом, освоенным полком в 1949 году

Всего в составе действующей армии полк находился: с 12 октября 1941 года по 31 декабря 1944 года.
Всего за годы войны полком:
- Совершено боевых вылетов — более 6000
- Сбито самолётов противника — 14, из них:
  - бомбардировщиков — 5
  - истребителей — 8
  - разведчиков — 1
- Свои потери (боевые):
  - летчиков — 4
  - самолётов — 6

## Командиры полка
- Капитан Гаркуша Иван Автономович, 11.1941 — 08.1942
- капитан Рязанцев, 08.1942 — 12.1942
- майор Курский Андрей Власович, 12.1942 — 05.1943
- майор Савенков Сергей Семенович, 05.1943 — 03.1944
- майор Гончаренко Александр Андреевич, 03.1944 — 31.12.1945
- полковник Васенин Юрий Иванович, — 09.11.1990

## Послевоенная история полка
|  |  |  |

После войны полк продолжал входить в состав 127-й истребительной авиационной дивизии ПВО. В ноябре 1947 года дивизия переименована в 155-ю истребительную авиационную дивизию ПВО. В ноябре 1959 года 155-я истребительная авиационная дивизия ПВО была расформирована, её управление 2 ноября 1959 года обращено на формирование 11-й дивизии ПВО, в состав которой вошел полк. В период с 23 августа по 11 ноября 1968 года полк на самолётах Як-28П базировался на аэродроме Острава (Чехословакия), принимая участие в Операции Дунай при вводе советских войск в Чехословакию. 15 марта 1986 года дивизия, объединившись с 9-й дивизией ПВО переформирована в 49-й корпус ПВО, а с 1 июня 1986 года полк вошел в состав 1-й дивизии ПВО, с 15 июня 1989 года переформированной в 60-й корпус ПВО.
До конца 1945 года полк летал на P-40 Kittyhawk, с апреля 1945 года по 1949 года — Spitfire IX, с 1949 года — на Як-15, с 1952 года — МиГ-15, с 1956 года — Як-25М и МиГ-17, с 1965 — Як-28П, с 17.07.1982 — МиГ-25ПД. С 1945 года полк базируется на аэродроме Запорожье.
В связи с распадом СССР 9 ноября 1990 года 738-й истребительный авиационный полк ПВО расформирован в 60-м корпусе ПВО 8-й отдельной армии ПВО на аэродроме Запорожье.
|  |  |

## Лётчики-асы полка
Лётчики-асы полка, сбившие более 5 самолётов противника в воздушных боях.
| Фамилия, имя отчество          | Награды | Сбито самолётов (+ в группе) | Примечание                          |
| ------------------------------ | ------- | ---------------------------- | ----------------------------------- |
| Гончаренко Александр Андреевич |         | 7 + 2                        | Лётчик полка: март — декабрь 1944.  |
| Полушкин Николай Архипович     |         | 7 + 0                        | Лётчик полка: январь - август 1942. |